# 細川伽羅奢
細川伽羅奢（日语：／ Hosokawa Garasya，1563年—1600年8月25日），出生名明智玉（日语：／ Akechi Tama），為日本安土桃山時代的吉利支丹女性，為明智光秀三女、細川忠興的正室。諱為玉或珠（たま），一說為玉子或珠子（たまこ），法名秀林院（日语：／ Shūrin-in）；教名伽羅奢（日語：ガラシャ，即「格拉西亞」），意為「恩典」。

## 人物
明智光秀和正室妻木熙子所生的第三個女兒。1578（天正六）年，與細川藤孝的長男細川忠興在織田信長的安排下成為了夫妻。1579年為忠興生下長女。而長子細川忠隆則在1580年誕生。這段期間一直與忠興過着穩定的生活。可是在1582年，父親明智光秀發動本能寺之變殺害織田信長，明智氏全族被誅，忠興為了避免追及只好把她幽禁在丹後國。直到1584年取得取代了織田信長勢力的羽柴秀吉的同意，夫婦才正式恢復關係，隨後皈依天主教，洗名「伽羅奢」（Gracia；現代中文譯為「格拉西亞」），此名是拉丁文恩惠、恩典之意。
1600年關原之戰前夕，當時細川忠興正隨德川家康討伐會津大名上杉景勝，密謀討伐德川家康的石田三成實行人質政策。被石田三成認為協助家康之人，就利用他們在大坂城的家人作為人質，但當時細川玉拒絕，於是西軍派兵包圍細川宅邸，忠興的家臣小笠原少齋放火燒屋，最後玉決定拜託少齋協助殺害自己（自殺行為違反基督教義，故玉不願親自動手），享年38歲。她的死奠定了其丈夫細川忠興加入東軍的決定，之後忠興將她的遺體葬於大坂的崇禪寺。

## 登場作品
小說
- 糸女覺書（青空文庫、芥川龍之介著）
- 胡桃酒（文藝春秋、司馬遼太郎著）
- 細川伽羅奢夫人（主婦之友社、三浦綾子著）
- 染紅十字架（文藝春秋、永井路子（日语：永井路子）著）
- 忍法伽羅奢之棺（築摩書房、山田風太郎著）
- 伽羅奢（新潮社、宮木綾子（日语：宮木あや子）著）

影視劇
- 敵在本能寺（1960年、松竹、演：岸惠子）

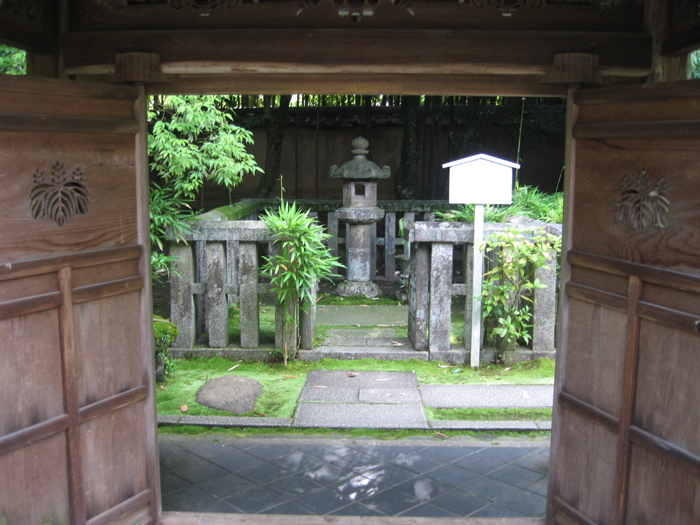
細川伽羅奢之墓

- 德川家康（1964年、NET、演：村松英子）
- 大坂城之女（日语：大坂城の女）（1970年、KTV、演：八千草薰）
- 國盜物語（日语：国盗り物語 (NHK大河ドラマ)）（1973年、NHK大河劇、演：林寬子（日语：林寛子 (タレント)））
- 黃金的日子（日语：黄金の日日）（1978年、NHK大河劇、演：島田陽子）
- 女太閤記（1981年、NHK大河劇、演：岡真由美（日语：岡まゆみ））
- 關原（日语：関ヶ原 (テレビドラマ)）（1981年、TBS、演：栗原小卷）
- 魔界轉生（1981年、東映、演：佳那晃子）
- 德川家康（1983年、NHK大河劇、演：丸尾理惠）
- 女子們的百萬石（日语：女たちの百万石）（1988年、NTV、演：池內淳子（日语：池内淳子））
- 德川家康（日语：徳川家康 (1988年のテレビドラマ)）（1988年、TBS、演：加納美雪（日语：加納みゆき））
- 信長 KING OF ZIPANGU（1992年、NHK大河劇、演：今村惠子）
- 森蘭丸：戰國騰躍的若獅子（日语：森蘭丸〜戦国を駆け抜けた若獅子〜）（1993年、TVA、演：朝倉麻衣）
- 織田信長（日语：織田信長 (1994年のテレビドラマ)）（1994年、TX、演：戶田菜穗）
- 秀吉（1996年、NHK大河劇、演：田村英里子）
- 葵德川三代（2000年、NHK大河劇、演：鈴木京香）
- 利家與松（2002年、NHK大河劇、演：中西夏奈子）
- 國盜物語（日语：国盗り物語#新春ワイド時代劇版）（2005年、TX、演：石川梨華）
- 功名十字路（2006年、NHK大河劇、演：長谷川京子）
- 明智光秀 不被神眷顧的男人（日语：明智光秀〜神に愛されなかった男〜）（2007年、CX、演：佐佐木麻緒（日语：佐々木麻緒））
- 江～公主們的戰國～ (2011年、NHK大河劇、演：美村里江)
- 一代茶聖千利休（日语：利休にたずねよ#映画）（2013年、東映、演：黑谷友香）
- 真田丸（2016年、NHK大河劇、演：橋本愛實）
- 麒麟來了（2020年、NHK大河劇、演：岡部明花俐/岡部光花俐→志水心音→竹野谷咲（日语：竹野谷咲）→蘆田愛菜）
- 光秀的智能手机 （2020年・NHK 演：湯本柚子→松澤可苑）
- 幕府将军 (2024年・FX製作 Disney+发行 演：澤井杏奈)

歌劇
- 細川伽羅奢（Vincent Cimatti作）

歌曲
- 劇的序曲「細川伽羅奢」（鈴木靜一（日语：鈴木静一）作）
- 落花流水（詞：遠野雪（日语：遠野ゆき）、曲：石野龍三、演唱：櫻雪（日语：さくらゆき））

動畫
- 漫畫日本繪卷（日语：まんが日本絵巻）（1977年、TBS、配音：北島麻耶（日语：北島マヤ (女優)））

遊戲
- 信長之野望系列
- 太閤立志傳系列
- 戰國無雙系列 &無雙OROCHI系列（光榮公司開發，鹿野潤配音）
- 魔獸爭霸3
- 信喵之野望
- 战国兰斯
- 刺客教條：影

舞台
- 「刀劍亂舞」 綺傳 亂世徒花
- HANA-華　2020.1218-1226